# Cinema Paradiso
A Cinema Paradiso (eredeti olasz címén Nuovo Cinema Paradiso) 1988-ban bemutatott francia-olasz filmdráma Giuseppe Tornatore rendezésében. Egyik legfőbb témája az emberi hűség egymás és a mozi iránt, amely az új technológiák miatt válságba került az 1980-as–1990-es évek fordulójára. Tornatore alkotása a korszak egyik jelentős filmje: elnyerte a Cannes-i filmfesztiválon a zsűri nagydíját, valamint a legjobb nemzetközi játékfilmnek járó Oscar-díjat is. Pár év szünet után újra nagy figyelem terelődött az olasz filmművészetre, ezt az alkotást követte például a Mindenki jól van (1990), vagy Az élet szép (1997).

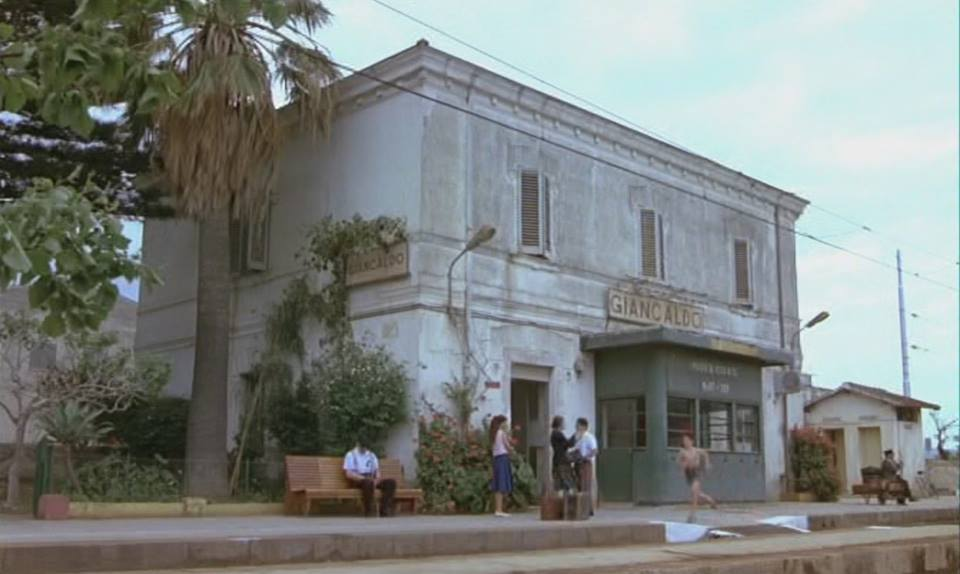
Lascari vasútállomása mint "Giancaldo": Salvatorét édesanyja és a húga búcsúztatják, balra a padon pedig a már vak Alfredo látható

## Cselekmény
A keret idősíkban (a film készítésének ideje, az 1980-es évek végén) Totónak üzenetet hagy az édesanyja, hogy Alfredo meghalt, és másnap van a temetése.
A gyermek Salvatore, Totó (Salvatore Cascio) hadiárva, minden szabadidejét tántoríthatatlanul az egyház által fenntartott moziban tölti az özveggyé vált agglegény, Alfredo (Philippe Noiret), a mozigépész mellett a gépteremben, ráadásul a pap által kivágatott zselatinos filmszalagokból sokat hazavisz.
Amikor a mozi kigyullad, Totó menti ki Alfredót, aki megvakul, ezért egy pillanatra úgy fest, hogy vége a mozinak, ám egy helyi lakos segítségével ismét megnyílik, immár Nuovo Cinema Paradiso néven. Totó főiskolai tanulmányai mellett lesz a mozigépész. A főiskolán beleszeret Elenába, aki újévkor tud elszökni hozzá, mielőtt északra küldik tanulni. Elena megígéri, hogy elutazása előtt eljön a moziba, hogy megbeszéljék, hogyan tovább, de nem érkezik meg, Totónak pedig közben ráadásul egy rövid katonai szolgálatot is teljesítenie kell.
Alfredo, aki "most már világosabban lát", megmondja Totónak, hogy el kell mennie szülőföldjéről, és talán soha vissza nem térnie, annak érdekében, hogy megvalósítsa filmes álmait. Totó fájó szívvel elutazik, és világhírű filmrendező lesz belőle.
Itt az idő, hogy Totó – aki a fájó emlékektől 30 évig nem mert visszatérni a szülővárosába – szembenézzen a sorsával, hazatérve megtudja, hogy a Nuovo Cinema Paradiso helyén másnap új parkolót építenek, de a már bezárt moziban még várja Alfredo hagyatéka, a még az egyházi fenntartású moziból kicenzúrázott csókjelenetek részben világhírű filmekből.
Másnap a mozit a megrendült törzsközönség szeme láttára felrobbantják, látjuk, ahogy a helyét azonnal átveszik vidám, motorozó fiúk és lányok.
Végül Rómában egy vágó összevágja a csókjeleneteket, és Totó megkapja az ajándékát.

## A csókjelenet
A gépész, aki a film befejezésekor az összevágott csókjelenetet levetíti Totónak, maga Giuseppe Tornatore cameoszerepben. A 47 összevágott csókjelenetben rengeteg világsztár látható, főleg – értelemszerűen – olyanok, akik a háború után kezdték pályafutásukat, vagy legalábbis fiatalon ekkor lettek világsztárok.

## A rendezői változat
A rendezői változatban megtudjuk, hogy Elena és Totó egy fatális véletlen folytán nem érték el aztán időben egymást (mielőtt Elenát máshoz kényszerítették), tehát a mozi iránti örök hűség mellett a szerelmi hűség is fontosabb szerepet kap Tornatore alkotásában, ez a változat játékidőben is jóval hosszabb.

## Szereposztás
| Szerep                | Színész          | Magyar hangja (1. szinkron) | Magyar hangja (2. szinkron (2003)) |
| --------------------- | ---------------- | --------------------------- | ---------------------------------- |
| Alfredo               | Philippe Noiret  | Makay Sándor                | Fodor Tamás                        |
| Salvatore gyerekként  | Salvatore Cascio | Gerő Gábor                  | Morvay Gábor                       |
| Salvatore kamaszként  | Marco Leonardi   | Tímár Andor                 | Minárovits Péter                   |
| Salvatore felnőttként | Jacques Perrin   | Végvári Tamás               | Kőszegi Ákos                       |
| Elena kamaszként      | Agnese Nano      | N/A                         | Zsigmond Tamara                    |
| Elena felnőttként     | Brigitte Fossey  | N/A                         | Kovács Nóra                        |
| Anna                  | Isa Danieli      | N/A                         | Szabó Éva                          |
| Adelfio atya          | Leopoldo Trieste | Szacsvay László             | Mikó István                        |
| Spaccafico            | Enzo Cannavale   | N/A                         | Várkonyi András                    |
| A falu bolondja       | Nicola Di Pinto  | Rajhona Ádám                | Varga Tamás                        |
| Lia                   | Roberta Lena     | N/A                         | Bertalan Ágnes                     |
| Pénztáros             | Leo Gullotta     | Maros Gábor                 | Forgács Gábor                      |
| Maria fiatalon        | Antonella Attili | Málnai Zsuzsa               | Bertalan Ágnes                     |
| Maria idősen          | Pupella Maggio   | Feleki Sári                 | Gyimesi Pálma                      |

## A film helyszínei
A Cinema Paradiso fő helyszíne Szicília, Tornatore szülőhelye, azon belül egy elképzelt Giancaldo nevű kisváros, egyes jelenetek helyszíne pedig Róma. A díjnyertes változat a mozi történetére koncentrál, a szerelmesek 30 évvel későbbi találkozását elhagyja, ez csak a később kiadott rendezői változatban szerepel. A történet főhősei a mozi iránt érdeklődő Salvatore – gyerekkorában Totó –, Alfredo, a mozigépész és a gazdag vállalkozó családból származó Elena, Salvatore szerelme. A film központi, ikonikus helyszíne a valóságban Palazzo Adriano faluban van, itt építette fel a stáb a Cinema Paradisót.

## Fontosabb díjak
Cannes-i fesztivál (1989)
- díj: Nagydíj

Oscar-díj (1989)
- díj: A legjobb idegen nyelvű film

BAFTA-díj (1991)
- díj: legjobb nem angol nyelvű film
- díj: legjobb férfi főszereplő: Philippe Noiret
- díj: legjobb férfi mellékszereplő: Salvatore Cascio
- díj: legjobb eredeti forgatókönyv: Giuseppe Tornatore
- díj: legjobb filmzene: Ennio Morricone és Andrea Morricone